# Olivet (Michigan)
Pour les articles homonymes, voir Olivet.
Olivet est une municipalité américaine située dans le comté d'Eaton, dans l'État du Michigan.
Selon le recensement de 2010, Olivet compte 1 605 habitants. La municipalité s'étend sur 1,02 milles carrés (2,64 km2).
Le Olivet College (en) y est fondé en 1844 et nommé en l'honneur du mont des Oliviers, à Jérusalem. Il s'agit de la première université mixte de l'État. En 2015, l'université accueille 1 100 étudiants.